# 环喙马先蒿
环喙马先蒿（学名：Pedicularis cyclorhyncha）为列当科马先蒿属的植物，是中国的特有植物。分布在中国大陆的云南等地，一般生长在潮湿草甸，目前尚未由人工引种栽培。